# Districts de Birmanie
 (avril 2025).
Les régions et les états de la Birmanie sont divisés en 76 districts (en birman : ခရိုင်), qui eux-mêmes sont divisés en municipalités puis en villes, en quartiers et en villages.

## Liste des districts

### Par états

#### Chin
- Falam
- Tedim

#### Kachin
- Bhamo
- Mohnyin
- Myitkyina
- Putao

#### Kayah
- Bawlakhe
- Loikaw

#### Karen
- Pa-an
- Kawkareik
- Myawaddy

#### Môn
- Mawlamyine
- Thaton

#### Arakan
- Sittwe
- Mrauk-U
- Maungdaw
- Kyaukpyu
- Thandwe

#### Shan
- Taunggyi
- Loilen
- Lashio
- Langkho
- Muse
- Kyaukme
- Kunlong
- Lukking
- Mongsat
- Techilelk
- Mong Hpayak

### Par régions

#### Ayeyarwady
- Hinthada
- Maubin
- Myaungmya
- Pathein
- Pyapon
- Labutta

#### Bago
- Bago
- Pyay
- Taungoo
- Thayarwady

#### Magway
- Gangaw
- Magway
- Minbu
- Pakokku
- Thayet

#### Mandalay
- Mandalay
- Pyin Oo Lwin
- Kyaukse
- Myingyan
- Nyaung-U
- Yamethin
- Meiktila

#### Sagaing
- Hkamti
- Kale
- Kanbalu
- Katha
- Mawlaik
- Monywa
- Sagaing
- Shwebo
- Tamu

#### Tanintharyi
- Dawei
- Kawthoung
- Myeik

#### Yangon
- Yangon Est
- Yangon Nord
- Yangon Sud
- Yangon Ouest